# یانس سالومائه
یانس سالومائه (استونیایی: Jens Salumäe؛ زادهٔ ۱۵ مارس ۱۹۸۱) اسکی‌باز پرش اهل استونی است.